# Пантанал
Пантанал (на испански: Pantanal; на португалски: Pantanal, буквално: „заблатена местност“, „тресавище“) е обширна - с площ приблизително колкото Великобритания - блатиста местност в централната част на Южна Америка, в горното течение на Рио Парагвай. Заема части от Бразилия, Боливия и Парагвай. Разположена е в тектонска падина по западното подножие на Бразилското плато. В периода на дъждовете се наводнява, като задържа пълноводието на река Парагвай надолу по течението ѝ. През сухия сезон представлява съчетание от блата, езера и солончаци, редуващи се с гори, храсталаци и тревисти участъци..
В тази област има хиляди големи и малки езера, както и множество реки, притоци на Рио Парагвай. Регионът като цяло е равнинен, заключен между ниски плата в Боливия на запад и по-високото плато Планалто на изток, в бразилската част. Ландшафтът на областта е  изключително разнообразен – блата, езера, тропически гори, савани.

## Климат и води
Климатът на Пантанал е изключителен. Тъй като се намира в зона със субекваториален климат, типични са сух и влажен период. В този регион в сърцето на Южна Америка цари вечна горещина, през цялата година средните температури са около 27 – 33 градуса по Целзий, като понякога, особено между декември и март, са и доста по-високи. Интересно е разпределението на валежите. Средното им годишно количество е 2000 – 3000 мм. През ноември, когато започва дъждовният сезон, падат почти ежедневни поройни дъждове. Нивото на реките и езерата се покачва понякога с повече от 6 метра. Тогава пейзажът на Пантанал представлява огромна водна пустош като гигантско езеро, в което са разпилени като безброй мъниста островите суша, незалети от водата.
Тази картина коренно се променя през юли, когато започва сухият сезон. Тогава водите значително намаляват нивото си и остават само малки езерца и блата, по-малките от които пресъхват. Подобно на островите суша през дъждовния период сега езерцата са пръснати като безброй мъниста насред равнината, пресичаща се от многобройните реки, притоци на Рио Парагвай.

## Раят на дивата природа
Природата е превърнала Пантанал в нещо невероятно. На площ от 200 000 кв.км са събрани тропически гори, подобни на тези в басейна на Амазонка, савани и блата. Когато през дъждовния сезон водата покрие равнината, повечето вечнозелени тропични гори се наводняват. Това са т.нар. игапо – гъсти джунгли, подобни на мангрови гори, които обаче се наводняват от сладководни басейни, а някои остават постоянно наводнени – там, където водата се задържа и през сухия сезон. Саваните, които заемат голяма част от Пантанал, през дъждовния сезон се наводнват почти изцяло, но най-срещани са езерата и блатата.
Пантанал е рай за флората и фауната. Понеже тук има многообразие на природни зони, растителният и животинският свят също са изключително разнообразни. Районите, заети от тропически гори, са с типичната за зоната растителност – дървета, високи над 40 – 50 метра, многообразие от орхидеи и епифитни растения, лиани и др. За саваните и редките гори са характерни бутилковото дърво, араукарията, палми бакаба и високи треви и храсти, а край блатата – висока блатна растителност, вкл. тръстики.
Уникален е животинският свят, който е изключително разнообразен и представя огромното биоразнообразие на южноамериканския континент, както и множество ендемити. Пантанал е същински птичи рай – тук са познати над 1000 вида, от миниатюрните колибри до едрия щраус нанду. Най-интересни сред птиците тук са множеството папагали, сред които е и хиацинтовият ара – най-големият от всички папагали, тукани, анхинга, касики, най-едрият щъркел ябиру (достигащ размах на крилата 3 метра) и др. От страховитите диви обитатели на региона са ягуарите, пумите, хищните риби пирани, множеството крокодили и каймани, някои от които са дълги над 7 метра, 11-метровите анаконди, боата-удушвач, отровните змии ярара и коралови змии, гигантските тропически стоножки, паяците-птицеяди и други отровни паяци (напр. тарантулите) и др. Срещат се редки животни, като тапир, капибара, червен вълк, антилопа и елен, дълговрата костенурка мата-мата, гигантска видра, а също така маймуна, вискача (вид гризач), мравояд, броненосец, кинкажу и др.

## Екология
Пантанал е една от последните девствени земи на нашата планета. Огромни територии са все още недокоснати от човека. Голяма част от региона е недостъпна. През тази обширна област са прокарани само 2 шосета и 1 железопътна линия, които са проходими само през сухия сезон. По време на дъждовния сезон Пантанал е напълно недостъпен, дори за най-мощните и проходими автомобили. Именно недостъпността на този регион го е запазила непокътнат.
Още през 17 век испански йезуити и португалски златотърсачи навлизат в Пантанал, но опитите на колонизаторите да завземат региона са безуспешни. По-късно регионът влиза в състава на колониите на двете европейски сили, но фактически остава напълно непозната територия. Посещаван е от различни изследователи, но интерес към него се появява едва след 1950 г. и то най-вече от бразилски животновъди – т.нар. „пантанейрос“, които се установяват тук и развъждат едър рогат добитък, засаждат кафе, банани, ориз и други земеделски култури. Оттогава започва човешкото въздействие върху екосистемата Пантанал.
Днес в Пантанал живеят не повече от 100 000 души, от които животновъдите, (обикновено със смесен произход) са повече от половината, а около 1/3 са местните индианци (предимно от народностите тупи и гуарани), част от които също се занимават с животновъдство, а други се прехранват с лов, все още използвайки стрели както техните предци. Тук има над 100 фаценди (ферми), които са напълно откъснати от света. Хората и добитъкът живеят при изключително трудни условия, предизвикани най-вече от климата, носещ или засушаване, или огромни наводнения, докато за флората и фауната тук е рай. Нарастването на броя на фермите обаче увеличава случаите на сблъсъци между дивите животни от една страна и хората и добитъка от друга. Зачестяващите нападения на пуми или ягуари се обясняват с това, че фацендите заемат техните местообитания и пропъждат местните животни, които са обичайна плячка на хищниците и поради това те нападат домашни животни и хора, въпреки че понякога се вижда местни елени, антилопи и капибари да пасат заедно с кравите и биволите.
Много от животновъдите се противопоставят на исканията на природозащитниците Пантанал да бъде обявен за резерват или национален парк, който да защити уникалната флора и фауна. Предците на тези семейства са се заселили тук в началото или средата на 20 век. Първата вълна на тяхното недоволство се появява още при първото решение за защитаване на областта. Борците за опазване на околната среда успяват да надделеят и сега тук се простират националните паркове „Пантанал Матогросенсе“, „Бодокена“, „Отукис“ и резерватите „Кадивен“ и „Камейра“, които обаче заемат малка площ. Целта е поне 60% от Пантанал да бъде обхваната от обща защитена територия, която по-добре ще защити невероятното биоразнообразие. Основни проблеми са както започналото в последните 25 години промишлено замърсяване, което, макар и засегнало много малка част, се разраства, така и бракониерството, срещу което през 1983 и 1999 г. се водят мащабни полицейски акции, когато са задържани над 240 бракониери и 38 убити при съпротива. Бракониерстват не местните животновъди и индианци, а предимно хора от съседни и дори далечни региони и страни.